# Доможиров, Александр Михайлович
Александр Михайлович Доможиров (21 июля 1850 — 25 февраля 1902) — русский контр-адмирал.

## Биография
15 сентября 1866 года был зачислен в Морское училище и в 1867—1869 годах совершил учебные плавания на судах Морского училища. 11 апреля 1870 года окончил училище с производством в чин гардемарина и был награждён денежной премией в размере трёхсот рублей.
11 апреля 1872 года был произведен в чин мичмана и в 1872—1873 годах совершил кругосветное плаванье на клиперах «Жемчуг» и «Изумруд».
11 октября 1874 года был прикомандирован к Морскому училищу для слушания лекций в Морской академии, которую окончил 15 октября 1876 года, а 1 января того же года был произведен в чин лейтенанта.
В 1877 году плавал на клипере «Джигит» в Финском заливе, а 1878—1881 годах совершил на нём под командованием капитана 2-го ранга К. К. де Ливрона кругосветное плавание, за что был награждён 1 января 1880 года орденом Святого Станислава 3-й степени.
С 18 января 1882 года находился в длительной зарубежной командировке, в ходе которой наблюдал за постройкой в Тулоне миноноски «Геленджик», изучал устройство и методику использования опытовых бассейнов, вел разработку технического задания на строительство аналога в России. В 1883 году был прикомандирован к кораблестроительному отделу МТК.
27 февраля 1884 года был назначен военно-морским агентом в Германии и состоял членом комиссии по приёму от завода в казну миноноски «Геленджик», на которой совершил переход от Тулона до Пиподоса. Зимой 1885—1886 годов находился в плавании на броненосном фрегате «Дмитрий Донской».
13 апреля 1886 года был произведен в чин капитана 2-го ранга и в том же году был награждён прусским орденом Короны 2-й степени и датским орденом Данеброга командорского креста 2-го класса.
4 марта 1889 года был назначен старшим офицером крейсера «Адмирал Нахимов», а 9 апреля того же года был награждён орденом Святого Станислава 2-й степени.
5 января 1891 года был назначен старшим делопроизводителем Главного морского штаба и в том же году был награждён французским орденом Почётного легиона офицерского креста, а 1 января следующего года награждён орденом Святой Анны 2-й степени.
22 сентября 1892 года был назначен командиром клипера «Забияка» в составе эскадры Тихого океана под командованием контр-адмирала С. П. Тыртова, в течение двух лет плавал в тихоокеанских водах и в 1894 году был награждён аннамским орденом Дракона командорского класса.
1 октября 1894 года назначен старшим делопроизводителем высшего оклада ГМШ, 5 декабря произведен в чин капитана 1-го ранга, а 17 декабря — награждён орденом Святого Владимира 4-й степени. В последующие годы руководил военно-морским отделом ГМШ, принимал участие в деятельности Конференции Николаевской морской академии и участвовал в морских манёврах на крейсере «Азия».
22 января 1896 года был назначен командиром строящегося броненосного крейсера «Россия», участвовал в спуске его на воду, за что был удостоен Высочайшей благодарности.
В 1897—1898 годах Александр Михайлович участвовал в занятии Квантунского полуострова и портов Порт-Артур и Тальенван, за что удостоился Монаршего благоволения и был награждён в 1898 году японским орденом Восходящего солнца 3-го класса и орденом Святого Владимира 3-й степени. В 1899 году он был награждён французским орденом Почётного легиона командорского креста.
В 1900—1901 годы участвовал в подавлении боксёрского восстания в Китае, во взятии крепости Таку, за что был награждён золотым оружием с надписью «За храбрость».

ГОСУДАРЬ ИМПЕРАТОР, в воздаяние отличных подвигов храбрости, оказанных начальником Николаевской Морской Академии и директором Морского Кадетского Корпуса, контр-адмиралом Доможировым, находящимся при Тянцзинском отряде, где, командуя правой колонной отряда, взявшего крепость Бейтан, 7 сентября 1900 года, искусными распоряжениями и действиями заставил молчать в пять раз сильнейшую неприятельскую артиллерию и затем, при наступлении отряда на форты, занял форт № 1, в 23-й день сего Июля, ВСЕМИЛОСТИВЕЙШЕ соизволил пожаловать ему Золотую саблю с надписью «За храбрость».— Начальник Главного Морского штаба вице-адмирал Молас
1 апреля 1901 года был произведён в чин контр-адмирала, назначен директором Морского корпуса и начальником Николаевской военно-морской академии и исполнял обязанности до своей смерти.

## Семья
Жена: Мария Ивановна Шестакова, урожденная Девиллер (1850-1913).